# Anthonomus bisignifer
Anthonomus bisignifer is een keversoort uit de familie van de snuitkevers (Curculionidae). De wetenschappelijke naam van de soort is voor het eerst geldig gepubliceerd in 1934 door Schenkling.

## Leefwijze
De soort is bekend als plaaginsect in de teelt van aardbei, maar gebruikt ook braam en wilde rozen als waardplant. De soort overwintert als imago, paring vindt plaats na overwintering. Het vrouwtje legt eitjes in de bloemknoppen van de waardplant en bijt in de steel vlak onder de bloemknop, waarna deze meestal op de grond valt of omknakt. Na 4 tot 9 dagen komt het eitje uit, de larve leeft 10 tot 50 dagen. Het popstadium duurt daarna weer 4 tot 9 dagen. De volwassen kever is 2,5 tot 5 millimeter lang. 

## Verspreiding en leefgebied
De soort komt voor in Rusland (Sachalin, Koerilen) en Japan.